# Wickerer Mönchsgewann
Die Wickerer Mönchsgewann ist eine Rheingauer Weinlage in der Gemarkung Wicker der Stadt Flörsheim am Main und gehört zur Großlage Daubhaus im Weinanbaugebiet Rheingau.

## Namensgebung
Die Lage befand sich ehemals in klösterlichem Besitz und erhielt daher ihren Namen. Im Jahr 970 waren hier bereits die Abtei Fulda und das Kloster St. Johann zu Magdeburg begütert, später auch das St. Stephansstift und die Mainzer Karthäuser.

## Weinlage
Die Mönchsgewann ist eine 18 Hektar große südwestliche Hanglage über dem Wickerbach mit einer Neigung von 27 Prozent. Sie erstreckt sich von der Massenheimer Gemarkungsgrenze gut 1000 Meter weit nach Süden und grenzt im Osten an die Landesstraße 3017 und an den Wickerer Ortsrand im Bereich der Taunusstraße.
Ihr volles Potenzial entfaltet die Lage gerade in trockenen Jahren, da unter einem Boden aus hauptsächlich tertiärem Kalkmergel mit Lösslehmauflage Kiesschichten zuverlässig für reichhaltige Wasserzufuhr sorgen.
Unter anderem ist auch die Wiesenmühle in dieser Lage begütert.

## Weincharakteristika
Der Wein aus der Mönchsgewann ist in seiner mineralisch-erdigen Art stark vom Mergel geprägt.